# Donji Hruševec
 Donji Hruševec  falu Horvátországban Zágráb megyében. Közigazgatásilag Kravarskóhoz tartozik. 

## Fekvése
Zágráb központjától 31 km-re, községközpontjától 6 km-re délkeletre a Vukomerići dombok között fekszik.

## Története
A falunak 1857-ben 411, 1910-ben 403 lakosa volt. Trianon előtt Zágráb vármegye Pisarovinai járásához tartozott. 2001-ben a falunak 350 lakosa volt.

## Lakosság
| Lakosság változása | Lakosság változása | Lakosság változása | Lakosság változása | Lakosság változása | Lakosság változása | Lakosság változása | Lakosság változása | Lakosság változása | Lakosság változása | Lakosság változása | Lakosság változása | Lakosság változása | Lakosság változása | Lakosság változása |
| ------------------ | ------------------ | ------------------ | ------------------ | ------------------ | ------------------ | ------------------ | ------------------ | ------------------ | ------------------ | ------------------ | ------------------ | ------------------ | ------------------ | ------------------ |
| 1857               | 1869               | 1880               | 1890               | 1900               | 1910               | 1921               | 1931               | 1948               | 1953               | 1961               | 1971               | 1981               | 1991               | 2001               |
| 411                | 415                | 373                | 380                | 401                | 403                | 386                | 458                | 523                | 500                | 471                | 443                | 386                | 352                | 350                |

## Külső hivatkozások
Kravarsko község hivatalos oldala